# BMW HP2 Enduro
La BMW HP2 Enduro è una motocicletta del tipo enduro prodotta dalla casa motociclistica tedesca BMW a partire dal 2005 fino al 2008.

## Descrizione
La HP2 Enduro è una enduro simile ad una grossa moto da cross, dove la sigla HP sta per "High Performance". Basata sul motore e sull'elettronica della R1200 GS, utilizza però diverse componenti peculiari di questo modello per meglio adattarsi ad un uso più fuoristradistico: il telaio è totalmente diverso ed è del tipo a traliccio, adotta una forcella convenzionale anziché una Telelever ed è più leggera di 24 kg rispetto alla corrispondente R1200GS. La produzione della HP2 Enduro è stata interrotta nel 2008.